# 激情狂歡
〈激情狂歡〉是英國歌手杜娃·黎波的單曲，由华纳唱片於2020年1月30日發行，收錄在黎波第二張錄音室專輯《流行先鋒》。由杜娃·黎波、傑森·維根、Clarence Coffee Jr.及莎拉·哈德遜共同創作。